# Малиновка (Зеленцовське сільське поселення)
Мали́новка (рос. Малиновка) — присілок у складі Нікольського району Вологодської області, Росія. Входить до складу Зеленцовського сільського поселення.

## Населення
Населення — 33 особи (2010; 36 у 2002).
Національний склад (станом на 2002 рік):
- росіяни — 100 %